# Osservatori Tenagra
Gli Osservatori Tenagra sono una rete di osservatori astronomici distribuiti in varie località del globo. I telescopi degli osservatori si caratterizzano per essere completamente automatici e gestiti attraverso l'affitto ad utenti che ne sfruttano le ore di osservazione via internet.
La rete si è ampliata nel corso degli anni. Inizialmente contava di due impianti negli Stati Uniti: uno a Cottage Grove in Oregon, inaugurato nel 1999, e uno a Nogales in Arizona inaugurato l'anno seguente. Successivamente si sono aggiunte stazioni in Norvegia e in Australia.
Il nome scelto per la rete di telescopi rimanda alla fittizia isola che appare nel secondo episodio della quinta stagione di Star Trek: The Next Generation dove due acerrimi nemici hanno imparato a convivere.
| 48047 Houghten     | 22 febbraio 2001  |
| 51430 Ireneclaire  | 20 marzo 2001     |
| 70401 Davidbishop  | 13 settembre 1999 |
| 72993 Hannahlivsey | 15 marzo 2002     |
| 107396 Swangin     | 16 febbraio 2001  |
| 149968 Trondal     | 11 ottobre 2005   |

Gli osservatori sono accreditati dal Minor Planet Center per la scoperta di 122 asteroidi effettuate tra il 1999 e il 2013.
Presso l'osservatorio sono state compiute anche numerose scoperte di supernovae, stelle variabili, lampi gamma e comete. In particolare tra queste ultime l'IAU riconosce P/2012 TK8 Tenagra, C/2013 C2 Tenagra, P/2013 EW90 Tenagra, C/2013 G9 Tenagra, C/2014 F2 Tenagra e 274P/Tombaugh-Tenagra.